# Ландон (епископ Реймса)
Ландон (Ландо; лат. Landonus, Lando; умер 14 марта 649) — епископ Реймса (645—649).

## Биография
Основным историческим источником о жизни Ландона является «История Реймсской церкви» Флодоарда.
Ландон происходил из знатной семьи. Некоторые историки называют его братом майордома Нейстрии Эрхиноальда. О происхождении Эрхиноальда точно известно только то, что он был единокровным братом матери короля Дагоберта I Бертетруды, возможно, имевшей бургундское происхождение. Это свидетельствует о том, что сам Эрхиноальд и его родственники принадлежали к высшим слоям франкской знати. В средневековых хрониках родителями Эрхиноальда называются герцог Ансберт и Билихильда, а братьями также герцог Васконии Адабальд и граф Сигиберт. Однако все эти сведения не подтверждаются современными событиям источниками.
В 645 году Ландон был избран главой Реймсской епархии, став преемником скончавшегося епископа Ангельберта. Епископ Ландон приумножил богатства своей епархии, добившись от короля Австразии Сигиберта III права получать доходы с владений, располагавшихся к югу от реки Луары.
Подобно некоторым из своих предшественников на кафедре, Ландон составил завещание, передав всё своё богатое состояние Реймсской епархии. Он умер в 649 году. Согласно своему предсмертному пожеланию, Ландон был похоронен в церкви Святого Ремигия. Новым епископом Реймса был избран святой Нивард.